# Jarosław Prabucki
Jarosław Andrzej Prabucki (ur. 14 maja 1938 we Włoszakowicach, zm. 15 października 2021) – polski profesor nauk rolniczych w zakresie zootechniki, nauczyciel akademicki

## Życiorys
Jarosław Prabucki studiował w Wyższej Szkoły Rolniczej w Szczecinie, otrzymując dyplom magistra inżyniera rolnictwa w 1961. Bezpośrednio po studiach został zatrudniony w macierzystej uczelni, w której przeszedł wszystkie etapy kariery naukowej − od stanowiska asystenta do stanowiska profesora na Wydziale Zootechnicznym. W 1969 obronił pracę doktorską i uzyskał stopień doktora nauk rolniczych. Doktorem habilitowanym nauk rolniczych w zakresie zootechniki (specjalność pszczelnictwo) został w 1984. Odbył staże zagraniczne w Stacji Hodowli Matek Pszczelich w Billingstad w Norwegii (1974) i w Wietnamskim Związku Pszczelarskim w Hanoi w Wietnamie (1988). W 1989 otrzymał tytuł profesora nauk rolniczych.
Był kierownikiem Zakładu Pszczelnictwa. Pełnił także liczne funkcje w organizacjach społecznych i ciałach kolegialnych macierzystej uczelni. Był członkiem Senatu Uczelni, Prodziekanem Wydziału Zootechnicznego ds. Kształcenia w kadencji 1987–1990 oraz Prorektorem ds. Kształcenia Akademii Rolniczej w Szczecinie w kadencji 1990–1993.
Profesor Jarosław Prabucki był członkiem Polskiego Towarzystwa Zootechnicznego, Polskiego Towarzystwa Entomologicznego i Pszczelniczego Towarzystwa Naukowego, Polskiego Związku Pszczelarzy i Towarzystwa Wiedzy Powszechnej, Wojewódzkiego Komitetu Ochrony Przyrody. W tych naukowych organizacjach i instytucjach pełnił przez wiele kadencji funkcje administracyjne i doradcze.
Na dorobek profesora Jarosława Prabuckiego składa się ponad 280 prac naukowych, redakcja i współredakcja oraz autorstwo rozdziałów w książkach o tematyce pszczelarskiej i podręcznikach akademickich z zakresu pszczelnictwa. Wprowadził do pasiek reprodukcyjnych mechaniczne unasienienie matek pszczelich. 
Był recenzentem w przewodach doktorskich, habilitacyjnych i opiniował dorobek kandydatów do tytułu naukowego profesora. Wypromował dwóch doktorów. W 1998 przedstawił Wysokiemu Senatowi Akademii Rolniczej w Szczecinie sylwetkę i argumenty przemawiające za nadaniem zaszczytnego tytułu doktora honoris causa prof. dr hab. Jerzemu Woyke ze Szkoły Głównej Gospodarstwa Wiejskiego w Warszawie.

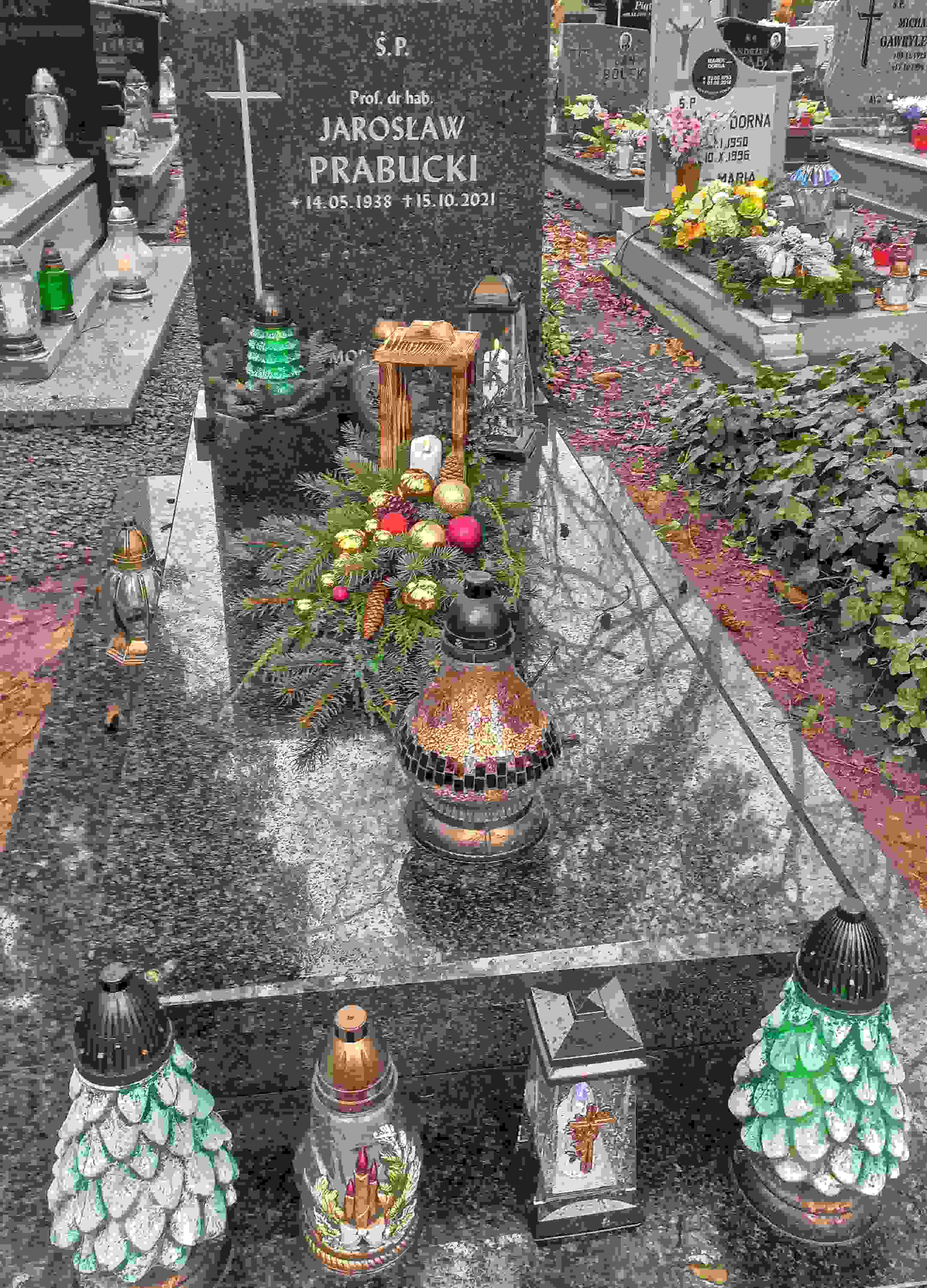
Nagrobek prof. J. Prabuckiego

Zmarł 15 października 2021, został pochowany na Cmentarzu Centralnym w Szczecinie (kw. 112B/11/28). Miał żonę Danutę z d. Sienkiewicz i dwie córki: Katarzynę i Annę.

## Wybrane publikacje
- The honeydew-secreting aphid Phyllaphis fagi L. (Homoptera) and its living conditions in the "beech forest" near Szczecin from the aspect of bee-keeping requirements. Ekologia Polska 1972, 20, 41, s. 561-591[10]
- Ćwiczenia z zoologii dla zootechników. PWN  Warszawa 1983 (wsp. M. Melosik, A. Rajski), 166 ss. ISBN 83-01-01801-1
- Ćwiczenia z zoologii dla zootechników. PWN  Warszawa 1989 (wsp. M. Melosik, A. Rajski), 230 ss. ISBN 83-01-08846-X
- Pszczelnictwo. Albatros Szczecin 1998, 904 ss. ISBN 8385796703
- Hodowla pszczół. PWRiL Warszawa 2009, 496 ss. ISBN 9788309010395 (wsp. J. Wilde)

## Odznaczenia i nagrody
- Krzyż Oficerski Orderu Odrodzenia Polski (2003)[11]
- Krzyż Kawalerski Orderu Odrodzenia Polski (1991)[6]
- Złoty Krzyż Zasługi (1991)[6]
- Srebrny Krzyż Zasługi (1979)[6]
- Medal 40-lecia PRL[1]
- Złota Odznaka ZNP[1]
- Medal Komisji Edukacji Narodowej (1994)[6]
- Odznaka Gryfa Pomorskiego[1]
- Odznaka Zasłużony Pracownik Rolnictwa
- odznaka honorowe województwa koszalińskiego
- odznaka honorowa województwa słupskiego
- Medal Pamiątkowy AR w Szczecinie
- Złoty Medal ks. dr. Jana Dzierżona, ustanowiony przez Polski Związek Pszczelarski[1]
- nagroda Ministra Szkolnictwa Wyższego i Techniki
- kilkanaście nagród JM Akademii Rolniczej w Szczecinie